# Кайби
Кайби (порт. Caibi)  —  муниципалитет в Бразилии, входит в штат Санта-Катарина. Составная часть мезорегиона Запад штата Санта-Катарина. Входит в экономико-статистический  микрорегион Шапеко. Население составляет 5560 человек на 2006 год. Занимает площадь 171,711 км². Плотность населения — 32,4 чел./км².

## История
Город основан в 1965 году.

## Статистика
- Валовой внутренний продукт на 2003 составляет 54.275.261,00 реалов (данные: Бразильский институт географии и статистики).
- Валовой внутренний продукт на душу населения на 2003 составляет 9.161,93 реалов (данные: Бразильский институт географии и статистики).
- Индекс развития человеческого потенциала на 2000 составляет 0,821 (данные: Программа развития ООН).